# Pen-abu
Pen-abu (eigentl. Hor Pen-abu) war der Horusname eines prädynastischen Kleinkönigs vor der altägyptischen 0. Dynastie. Angaben zu seinem genauen Regierungszeitpunkt oder zur Dauer seiner Herrschaft sind derzeit nicht möglich. Daher sind Vorgänger- und Nachfolgerschaft unbekannt.

## Hinweise und Belege
Pen-abus Name erscheint auf Felsritzungen bei Gebel Sheikh-Suleiman und Qustul, sowie auf Elfenbeinetiketten aus den Gräbern der Könige Skorpion II. und Ka in Abydos (dort allerdings ohne Serech). Aus Qustul stammt zudem eine rhombische Schieferpalette mit seinem Namen darauf.

## Zum Namen
Die unsauberen Schriftführungen besonders in den Felsritzungen werfen Fragen zur tatsächlichen Lesung des Namens von Pen-abu auf. Günter Dreyer, dessen Theorie in der Ägyptologie immer mehr Zuspruch findet, und Ludwig D. Morenz sind von der Darstellung eines Elefanten überzeugt, wobei Morenz alternativ auch die Darstellung als Nashorn anbietet. Beides waren, neben dem Löwen und dem Krokodil, die stärksten und gefährlichsten Tiere, die zu dieser Zeit in Ägypten noch recht häufig vorkamen. Toby Wilkinson hingegen will das Gardiner-Zeichen D24 („Rand“ oder „Grenze“) erkannt haben. Peter Kaplony liest das Symbol als chent („gesegnet“) und fühlt sich an die Domäne „Hor-sechenti-dju“ aus der Regierungszeit des Königs Djer (1. Dynastie) erinnert.